# Tomislav Knez
Tomislav Knez (* 9. června 1938 Banja Luka) je bývalý bosenský a jugoslávský fotbalista. Hrál na pozici útočníka. S jugoslávskou reprezentací získal zlatou medaili na olympijských hrách v Římě roku 1960. Na olympijském turnaji nastoupil ve všech pěti utkáních svého týmu a dal dva góly, jeden Turecku a jeden Egyptu. Podílel se též na zisku stříbra na prvním mistrovství Evropy, které se konalo rovněž v roce 1960. Na závěrečném turnaji nastoupil v semifinále proti Francii a vsítil v tomto utkání i branku. Celkem za národní tým odehrál 14 utkání, v nichž vstřelil 8 branek (mj. hattrick do sítě Tunisu). Byl prvním jugoslávským fotbalistou, který oblékl reprezentační dres jako hráč druholigového týmu. V Jugoslávii hrál za kluby Borac Banja Luka (1956–1961) a Dinamo Záhřeb (1961–1964). Závěr kariéry strávil v Rakousku, kde prošel kluby SV Schwechat (1964–1966), Rapid Vídeň (1966–1967), Kapfenberger SV (1967–1974) a Güssinger SV (1974–1975). Se Záhřebem získal dvakrát jugoslávský pohár (1963, 1965), s Rapidem se stal mistrem Rakouska (1967).